# سارا هيدلي
سارا هيدلي (بالإنجليزية: Sara Headley)‏ هي دراجة أمريكية، ولدت في 5 أبريل 1985.

## وصلات خارجية
- سارا هيدلي على موقع الاتحاد الدولي للدراجات (الإنجليزية)
- سارا هيدلي على موقع أرشيف الدراجات (الإنجليزية)
- سارا هيدلي على موقع إحصائيات الدراجات الإحترافية (الإنجليزية)